# Aclerda constricta
Aclerda constricta är en insektsart som beskrevs av Ben-dov 1977. Aclerda constricta ingår i släktet Aclerda och familjen Aclerdidae. Inga underarter finns listade i Catalogue of Life.